# Julian Champagnie
Julian Kymani Champagnie, född 29 juni 2001 på Staten Island i New York, är en amerikansk professionell basketspelare (SG/SF) som spelar för San Antonio Spurs i National Basketball Association (NBA). Han har tidigare spelat för Philadelphia 76ers.
Han blev aldrig NBA-draftad.
Innan Champagnie blev proffs studerade han vid St. John's University och spelade för universitetets idrottsförening St. John's Red Storm.
Han är tvillingbror till Justin Champagnie.